# Al-Lahun
Al-Lahun (arab. ‏اللهون‎), także: Kahun (arab. ‏كاهون‎) – miasto w Egipcie, w muhafazie Fajum. W 2006 roku liczyło 15 306 mieszkańców.

## Historia
W starożytnym Egipcie powstało jako osiedle budowniczych piramidy faraona Senusereta II  ok. 1900 p.n.e., w okresie Średniego Państwa.
Jest to uporządkowany, regularny zespół domów robotników otoczony niskim murem chroniącym przed burzami pustynnymi. 
Inne cechy charakterystyczne to powtarzalność elementów, regularność orientowanego układu, zróżnicowanie wielkości domów w zależności od rangi społecznej.
8 października 1798 w jej sąsiedztwie odbyła się bitwa pod Al-Lahun.